# Station Drumcondra
Station Drumcondra  is een spoorwegstation in Drumcondra een binnenstadswijk in de noordkant van de Ierse hoofdstad Dublin. Het station ligt aan de lijn Dublin - Sligo.
Het station wordt bediend door de forensentreinen die rijden tussen Maynooth en Dublin. In de spits rijden twee treinen per uur, buiten de spits een per uur. Daarnaast stoppen 's ochtends twee treinen uit Sligo, terwijl 's middags twee treinen naar Sligo stoppen in Drumcondra.